# Henry Tibbats Stainton
Henry Tibbats Stainton (* 13. August 1822 in London; † 2. Dezember 1892 in Lewisham) war ein britischer Entomologe und Experte für Kleinschmetterlinge.

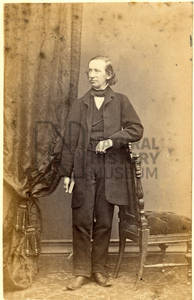
Henry Tibbats Stainton

Stainton wuchs in Lewisham auf und besuchte das King’s College London. Hauptberuflich war er Geschäftsmann wie sein Vater. Um 1840 begann er sich mit Entomologie zu befassen.
1871 war er einer der Gründer der Zoological Record Association und wurde deren Sekretär. Er war 1881/82 Präsident und 1850/51 Sekretär der Royal Entomological Society, der er seit 1848 angehörte. 1867 wurde er Fellow der Royal Society und 1859 der Linnean Society of London, deren Sekretär er 1869 bis 1874 und deren Vizepräsident er 1883 bis 1885 war. 1864 und 1867 bis 1872 war er Sekretär der Sektion Naturgeschichte der British Association for the Advancement of Science. 1861 bis 1872 war er Sekretär der Ray Society. Er war Mitglied der französischen und italienischen entomologischen Gesellschaften und der von Stettin und Ehrenmitglied der belgischen und Schweizer entomologischen Gesellschaften.
1864 gründete er mit Freunden das Entomologists Monthly Magazine und 1855 gründete er The Entomologists Annual, das bis 1874 bestand, und 1856 den Entomologists Weekly Intelligencer.
Er war seit 1846 mit Isabel Dunn verheiratet.

## Schriften
- mit  John William Douglas, Philipp Christoph Zeller, Heinrich Frey: The Natural History of the Tineina, 13 Bände, London: Van Voorst, 1855 bis 1873 (es erschienen englische, französische, deutsche und lateinische Ausgaben)
- An Attempt at a Systematic Catalogue of the British Tineidae and Pterophoridae,  London, 1849.
- A Supplementary Catalogue of the British Tineidæ and Pterophoridae  London, 1851.
- The Entomologists’ Companion, London, 1852, 2. Auflage 1854.
- Insecta Britannica: Lepidoptera: Tineina, London, 1854; 3. Supplement 1856.
- June: a book for the Country in Summer Time, London 1856.
- A Manual of British Butterflies and Moths, 2 Bände, London, ab 1856
- The Tineina of Syria and Asia Minor, London, 1867.
- British Butterflies and Moths, London, 1867
- The Tineina of Southern Europe, London: Van Voorst, 1869.

Er gab auch bei der Ray Society William Bucklers The Larvae of the British Butterflies and Moths heraus sowie Catalogue of British Lepidoptera (in the British Museum), 2. Auflage 1859 von James Francis Stephens und 1872 The Tineina of North America von Brackenridge Clemens.